# 哈薩 (哈塔伊省)
哈薩是土耳其的城鎮，由哈塔伊省負責管轄，位於該國南部，始建於1860年代，面積495平方公里，海拔高度430米，受地中海氣候影響，該鎮在十六世紀被奧托曼帝國管治，2010年人口54,287。

## 外部連結
- Official website（页面存档备份，存于） （土耳其文）

36°47′58″N 36°31′04″E / 36.7994°N 36.5178°E